# 自由媒体
自由媒体公司（Liberty Media Corporation）是一家美国大众传媒公司，由约翰·C·马龙于1991年创立，是一级方程式集团、天狼星XM和亞特蘭大勇士的母公司。

## 历史
该公司成立于1991年，由美国TCI公司中拆分而来，曾在1990年代中期重新并入TCI。
1999年3月9日，TCI被AT&T收购，它也成为AT&T的一部分，2001年8月10日自AT&T中分拆出来。
2017年1月，它用46亿美元收购一级方程式集团。
2024年4月，自由媒体宣布计划斥资42亿美元收购多纳体育的86%股份，多纳体育是摩托车赛事世界摩托车锦标赛(Moto GP)和世界超級摩托車錦標賽（WSBK）的拥有者。